# Hans Zomer (zanger)
Johannes Albertus (Hans) Zomer (Wageningen, 18 juni 1933 - Leersum, 10 juni 2021) was een Nederlandse zanger (bas-bariton), die vooral bekend werd als oratoriumzanger.

## Biografie
Hans Zomer werd geboren als zoon van uitgever Albertus Johannes Zomer en Aletta Christina van Schuppen, de dochter van sigarenfabrikant Jochem van Schuppen. De jongere broer van Hans Zomer was Job Zomer, directeur van het platenlabel Munich Records.
Hans Zomer begon zijn carrière in 1966, na te zijn opgeleid door onder andere Guus Hoekman, Jo Vincent en Annie Hermes. Hij nam interpretatielessen bij Herman Schey en Roy Henderson. Als een van de vooraanstaande oratoriumzangers van Nederland werkte Zomer in het binnen- en buitenland met dirigenten als Jean Fournet en Willem Wiesenhahn. Hij gaf recitals door geheel Europa en was solist in het Amsterdamse Concertgebouw. Zomer werkte met pianisten als Rudolf Jansen, Thom Bollen, Adriaan de Wit, Gerrit Schuil, David Manesse en Stefan Hofkes. Hij trad op voor radio en televisie en maakte verschillende plaat- en cd-opnamen, waaronder tweemaal Schubert's Winterreisse alsmede liederen van Brahms en Britten.
Om jonge musici de mogelijkheid te geven podiumervaring op te doen, organiseerde Hans Zomer vanaf 1975 huisconcerten die bekend waren onder de naam Vijzelconcerten. Zomer was vanaf 2000 lid in de Orde van Oranje-Nassau.

## Discografie (selectie)
- Live in Vreeland - Nelly van der Spek, Hans Zomer en Tijn van Eijk (1971)
- Drie solocantates van J.S. Bach - Joke de Vin, Hans Zomer en Gerard Honig (1976)
- Schubert-Britten - Hans Zomer en Adriaan de Wit (1981)
- Schütz-Scarlati-Händel-Bach - Hans Zomer en Tijn van Eijk (Registratie van een herdenkingsconcert in 1985 in de Grote Kerk te Vreeland)
- Christoph Kobelt - Advent und Weihnachtsmusik - Dorothea Frey, Barbara Figfusson, Hans Zomer, Peter Appenzeller, Hans Beat Hänggi, Jacob Strebi, Kammerchor Kobelt, Lehrergesangverein Zürich, Kinderchor Schülerinnen des evang. Kindergärtnerinnen-Seminars, Christoph Kobelt Chor en Vokalenensemble Michael Kobelt (1988)
- Franz Schubert - Die Winterreise - Hans Zomer en Gerrit Schuil (1990)
- Johannes Brahms - Liederen & Duetten - Joke de Vin, Hans Zomer, Prunella Pacey en Thom Bollen (1998)
- Franz Schubert - Die Winterreise - Hans Zomer en Gerrit Schuil (2001)
- J.S. Bach - Matthäus Passion - Peter Schaufelberger, Hans Zomer, Clara de Vries, Joke de Vin, Frank Fritschy, Frans Fiselier, Wijks Vocaal Ensemble, Florilegium Musicum en het Rotterdams Jongenskoor o.l.v. Rien Verbeek (2006)
- R. Schumann - Liederkreis Opus 39 en R. Vaughn Williams - Folk Song Arangements/Songs Of Travel - Hans Zomer, Nicholas Shipman en Stefan Hofkes (2011)